# Операция «Весна молодости»
Операция «Весна молодости» (ивр. מבצע אביב נעורים‎) — операция, проведённая израильскими спецслужбами в Бейруте в ночь с 9 на 10 апреля 1973 года для физической ликвидации ряда руководителей палестинских военизированных организаций, ответственных за убийство израильтян в 1960—1970 годах, в том числе за теракт на мюнхенской Олимпиаде.

## Задачи операции
Главной задачей операции было физическое устранение высокопоставленных членов ФАТХ и НФОП, ответственных за ряд террористических актов против граждан Израиля и других стран, совершённых в конце 1960-х — начале 1970-х гг., включая теракт на Олимпийских играх 1972 года в Мюнхене.

## Подготовка к операции
Подготовка операции была поручена службе внешней разведки Моссад, непосредственное исполнение — бойцам из спецподразделений «Сайерет Маткаль», «Шайетет 13», бригад «Цанханим» и «Нахаль».
Для выполнения операции многим оперативникам пришлось обучаться действовать на вражеской территории переодетыми. Даган принял решение влиться в группу сотрудников, которые должны были пройти остаток маршрута переодетыми в туристов и туристок. Он лично следил за подготовкой оперативников. Ходили слухи, что главным экзаменом в конце подготовки были попытки сотрудников спецподразделения заводить знакомства с мужчинами на пляже Тель-Авива, будучи переодетыми в женщин.
Разведку и фотографирование зданий и района, в которых проживали цели, должна была проводить оперативница «Кесарии» Яэль (спецслужбы Израиля разрешили огласить лишь её имя). Обладавшая природной харизмой и преданная Израилю сотрудница прилетела в Ливан под легендой о том, что она является журналисткой, целью визита которой является сбор информации о знаменитой британке Эстер Стэнхоуп, о которой она якобы писала книгу. 14 января 1973 года Яэль (кодовое имя Нильсен) прибыла в Бейрут и поселилась в гостинице Le Bristol Hotel. Она быстро смогла обзавестись связями с людьми, которые решили помочь ей собрать информацию для её книги. С помощью установленной в её сумочке камеры Нильсен смогла сделать множество фотографий самих зданий и окружающих их районов. Для успеха операции сотрудникам «Моссад» нужно было знать каждую деталь вплоть до того, во сколько тушится свет в квартирах целей, сколько обычно там присутствует людей и пр.

## План операции
План, который был первоначально предложен военным руководством, был слишком громоздким и затяжным. Предполагалось, что около сотни солдат будут штурмовать два здания, где находились цели, параллельно с этим выводя из зданий гражданское население. После того, как эвакуация будет выполнена, были бы созданы специальные заслоны, которые должны были идентифицировать цели. Проведение подобной операции на территории другого государства было слишком рискованно как в политическом, так и в военном плане. Оно бы привело к ухудшению отношений с близлежащими государствами, а также, возможно, к осуждению со стороны мирового сообщества.
Для разработки более приемлемой модели спецоперации Давид Элазар, начальник генерального штаба ЦАХАЛ, привлек Эхуда Барака, командующего спецподразделением «Сайерет Маткаль». Когда командующий генштабом обратился к Бараку, «на лице Эхуда отразилось удовлетворение, как на лице шеф-повара, приступающего к изготовлению какого-то экзотического блюда».
План, разработанный позднее под руководством и при участии Барака, был более незаметным и элегантным. Предполагалось, что спецподразделение ВМФ Израиля, флотилия № 13, высадит боевую группу неподалёку от точки ликвидации, а конкретно — на пляже Бейрута, где оперативников уже будут ожидать их коллеги из подразделения «Кесария». Оперативники отвезут бойцов спецназа на улицу, где проживали цели, а затем спецназ зачистит квартиры и удостоверится в ликвидации целей. После всего этого все подразделения вернутся на пляж, откуда их эвакуируют бойцы 13-й флотилии. Помимо этого, было ещё несколько целей, которые предстояло выполнить перед отходом.

## Цели операции
У операции было пять основных целей, названных женскими именами «Авива», «Гила», «Цила», «Варда», «Йехудит»:
- Цель «Авива» — два охраняемых семиэтажных здания на улице Верден в центральной части Бейрута. Объект должна была штурмовать группа, руководителем которой являлся Эхуд Барак. Здесь проживали руководители ООП:
  - Мухаммед Юсеф Наджаф — глава военной разведки ФАТХ, один из руководителей группы «Чёрный сентябрь», ответственной за теракт на Мюнхенской олимпиаде, и заместитель Я. Арафата (третье лицо в иерархии ФАТХа).
  - Камаль Адуан — ответственный за теракты на территории Израиля.
  - Камаль Насер — пресс-секретарь ФАТХ, входивший в состав исполнительного комитета ООП.
- Цель «Гила» — подрыв семиэтажного здания на улице Хартум в Бейруте, заселённого боевиками НФОП. Командир израильского отряда Амнон Липкин-Шахак.
- Цель «Цила» — завод по производству вооружения, расположенный в северо-восточной части Бейрута и контролируемый ФАТХ. Командир израильтян полковник Шмуэль Персбургер.
- Цель «Варда» — два здания в южных кварталах Бейрута по производству вооружения и штаб ФАТХ. Руководитель израильской группы подполковник Шауль Зив.
- Цель «Йехудит» — гараж в ливанском городе Сайда (Сидон), используемый как мастерская по ремонту вооружения. Командир израильской группы подполковник Амос Ярон.

## Итог операции
Отделение коммандос под руководством Барака успешно справилось с задачей: в здании были убиты Адуан, Насер и Наджаф. Вместе с ними погибла жена Наджафа (проживавшая в здании итальянская гражданка), которая пыталась заслонить мужа, а также два ливанских полицейских.
Отряд цели «Гила» столкнулся с ожесточённым сопротивлением палестинцев, но справился с задачей (при этом погибли двое бойцов — Авиеда Шор и Хагай Мааян).
Все другие цели операции были успешно выполнены без потерь с израильской стороны.
По израильским данным, было уничтожено три высокопоставленных деятеля ФАТХ и около 20 террористов.
Представители ООП сообщили, что в ходе операции были убиты 14 человек (в том числе три руководителя палестинских организаций, жена Наджафа и два ливанских полицейских) и 29 были ранены.
Операция вызвала значительный международный резонанс (21 апреля Совет Безопасности ООН принял резолюцию, осуждающую данные действия Израиля), а также серьёзную обеспокоенность у руководства ООП и иных палестинских группировок.

## В культуре
- Операция отражена в фильме Стивена Спилберга «Мюнхен».